# Аменхотеп Хеви
Аменхоте́п Хеви (прозванный Хую) — древнеегипетский наместник в Нубии («Царский сын Куша») во 2-й пол. XIV до н. э., как минимум, в период правления Тутанхамона (XVIII династия).

## Биография
Аменхотеп Хеви был сыном дамы по имени Вернер (отец неизвестен), мужем Таэмуаджси — руководительницы гарема Амона и гарема Небхепрура (= Тутанхамона). Его сыном был Пасер I.
Территория наместничества Хеви простиралась от Нехена до Напаты и, видимо, именовалась ḫnt-hṇ-nfr. Таким образом, наместничество включало в себя Нубийскую долину Нила и прилегающие районы пустыни. Очевидно в административном плане территория наместничества была поделена на две части: Вават (Уауат) и Куш, поскольку на росписях из гробницы Хеви изображены его заместители (уполномоченные) по этим двум регионам.
Аменхотеп Хеви занял пост после Тутмоса, служившего при фараоне Эхнатоне, и передал после себя своему сыну Пасеру I.

## Титулы
- «писец наместника Меримоса[нем.]»[3],
- «царский писец»[3],
- «жрец mrj-ntr» (mrj-ntr)[3],
- «Царский сын Куша»,
- «начальник южных стран»,
- «носитель опахала справа от фараона»,
- «начальник золотых стран господина обеих земель» (imj-r ḫ3swt nwbwt n nb t3wj),
- «начальник золотых стран Амона» (imj-r ḫ3swt nwbwt n Imn),
- «начальник скота Амона в земле Куш» (imj-r iḥw n Imn т t3 pn n Kš),
- «доблестный его величества в кавалерии» (ḳnj n ḥm.f m tnt-(ḥtr)),
- «царский посланец во всякую чужеземную страну» (wpwtj nswt ḥr ḫ3swt nbwt)[3],
- «начальник скота Амона»,
- «вельможа» (rpct-ḥ3tj-c)

## Гробница Хеви

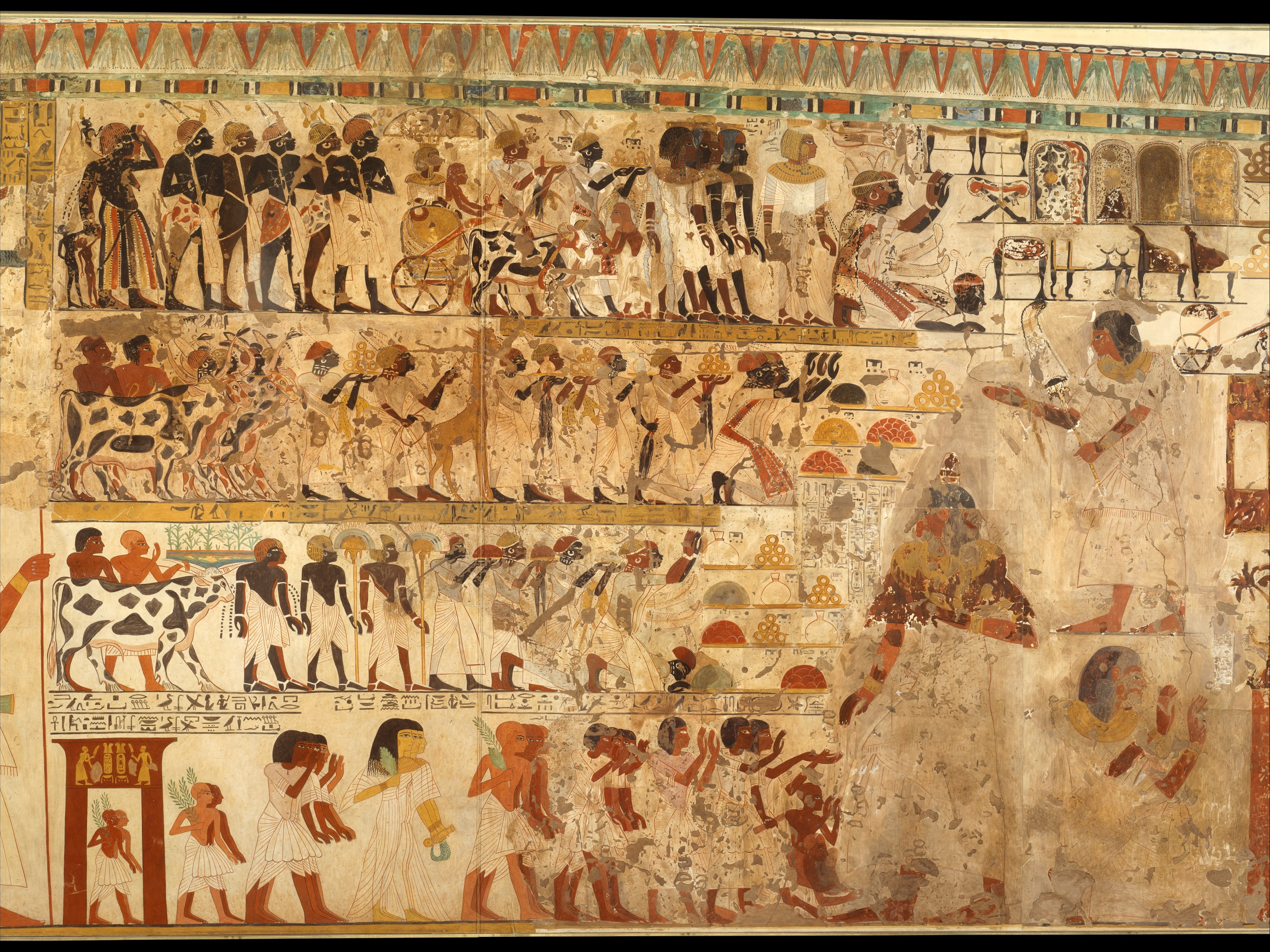
Сцена подношения даров из гробницы, ок. 1353 −1327 годы до н. э.

Усыпальница (TT40) Аменхотепа Хеви находится в фиванском некрополе Курнет Мурай, отделённом ущельем от некрополя Шейх Абд-эль-Курна, и расположена на самом южном холме «Долины знати». Эта гробница относится к числу первых открытых и исследованных на заре египтологии, что негативно сказалось на сохранности её росписей. На них изображены сцены получения Аменхотепом Хеви из рук царского казначея в присутствии фараона приказа о назначении его «царским сыном Куша», получения печати канцелярии «царского сына Куша», прибытия Хеви в своё наместничество на величественных многовёсельных парусных кораблях, подношения наместнику дани в виде золотых колец, мешочков с золотым песком, леопардовых шкур, драгоценных ларцов и сосудов, взвешивания и описи полученной дани и доставки её ко двору Тутанхамона. Последняя сцена представляется наиболее любопытной: тремя рядами к трону Тутанхамона подходят нубийцы, несущие дары и пригоняющие скот. К ногам царя складываются сосуды, наполненные золотом, серебром и самоцветами, бивни африканских слонов и куски чёрного дерева, нубийские щиты, луки, колесница, роскошные ложи и скамейки. Среди даров разноцветные отделанные золотом макеты пирамид, пальм, жирафов и нубийцев. В первом ряду дароносцев шествует нубийская элита из страны Вават во главе с князем города Миама (Анибы) Хеканофером, за которыми следуют «дети знатных людей разных стран», слуги с золотыми подношениями, нубийская принцесса в запряжённой быками колеснице под широким зонтом из страусовых перьев. Последними следуют рабы.
Во втором и третьем ряду идут знатные люди из Куша с дарами. Среди прочих подношений они погоняют рогатый скот и жирафа.
Вся эта процессия движется от берега Нила, где у причала стоят корабли со снятыми парусами. Сверху находится надпись, сообщающая о благополучном возвращении «царского сына Куша» в Фивы.